# Projekt EU peníze školám
Projekt EU peníze školám je financován v rámci Operačního programu Vzdělávání pro Konkurenceschopnost (OP VK). Jeho cílem je zlepšení podmínek vzdělávání na základních školách, přičemž se podporují především oblasti českého školství, které jsou dlouhodobě hodnoceny jako problémové. Finanční podpora se vztahuje pouze na školy sídlící mimo hlavní město Prahu .  

## Na co je možné žádat příspěvky

### 1.Čtenářská a informační gramotnost
V této oblasti se financují projekty individualizace, inovace a zkvalitnění výuky směřující k rozvoji čtenářské a informační gramotnosti a s tím související vzdělávání pedagogů.

### 2.Cizí jazyky
V této oblasti se financuje individualizace, inovace a zkvalitnění výuky směřující k rozvoji výuky cizích jazyků. Mezi podporovanými aktivitami jsou také zahrnuty jazykové kurzy pro učitele cizích jazyků v ČR i zahraničí. 

### 3.Využívání ICT
V této oblasti se financuje individualizace, inovace a zkvalitnění výuky prostřednictvím informačních a komunikačních technologií včetně vzdělávání pedagogů v oblasti digitálních technologií. 

### 4.Matematika
V této oblasti se financují projekty individualizace, inovace a zkvalitnění výuky k rozvíjení matematické gramotnosti žáků základních škol a vzdělávání pedagogů v souvislosti s těmito aktivitami. 

### 5.Přírodní vědy
Podpora v této oblasti se orientuje na projekty inovace a zkvalitnění výuky přírodních věd, individuální přístup a posílení výuky založené na osobních zkušenostech žáků (např. laboratorní pokusy). Financuje se i vzdělávání pedagogických pracovníků ve formách a metodách výuky směřujících k rozvoji přírodovědné gramotnosti žáků základních škol.

### 6.Finanční gramotnost
V této oblasti se podporují projekty zaměřené na inovaci a zkvalitnění výuky směřující k rozvoji finanční gramotnosti a vzdělávání pedagogů v souvislosti s těmito aktivitami. 

### 7.Inkluzívní vzdělávání
Podpora v této oblasti se vztahuje na projekty prevence rizik a zapojení speciálního pedagoga, jeho asistenta nebo školního psychologa do inkluzívního procesu vzdělávání žáků se speciálními vzdělávacími potřebami. 

## Kdo může žádat o příspěvky
Oprávněným žadatelem o finanční dotaci z OP VK je právnická osoba vykonávající činnost základní školy řádně zapsaná ve školském rejstříku s cílovou skupinou žáků a pedagogických pracovníků patřících do některého ze 13 krajů ČR, mimo území hlavního města Prahy.

## Jakým způsobem je možné o příspěvky požádat
Na každou vyjmenovanou oblast je automaticky předem vytvořena šablona v elektronickém formuláři. Škola si pouze vybere aktivity, které jim nejvíce vyhovují a ty se do formuláře načtou automaticky. Žádost si žadatel stáhne na www.eu-zadost.cz. 

## Kolik peněz je na program určeno
Na jmenované aktivity je v rámci celého programu EU peníze školám vyčleněna celková částka 4,5 mld. Kč,
Celkové náklady každého projektu se vypočítají automaticky jako součet jednotkových cen vybraných šablon klíčových aktivit. Minimální částka, kterou si musí škola vzít výběrem jednotlivých šablon klíčových aktivit je 300 000 Kč. Maximální výše finanční podpory na projekt se stanoví dle tohoto vzorce: 300 000 + (počet žáků školy × 4300) = maximální částka na školu.
| Celková rozdělovaná částka             | 4,5 miliardy Kč (šablony byly navrženy a propočítány tak, že peněz je dost pro všechny školy)                 |
| Částka připadající na školu            | min. 300 000 Kč + počet žáků × 4300 Kč                                                                        |
| Plánovaný počet podpořených škol       | všechny základní školy, které požádají a splní veškeré formální náležitosti a podmínky přijatelnosti projektu |
| Zahájení příjmu finalizovaných žádostí | 04. 06. 2010                                                                                                  |
| Ukončení příjmu žádostí                | do vyčerpání alokace, nejpozději do 20. 12. 2012                                                              |
| Doba financování projektů škol         | 30 měsíců |
| Oprávnění žadatelé                     | základní školy se sídlem na území ČR (mimo hl. m. Prahy)                                                      |
| Forma podávání žádosti                 | vyplnění formuláře v on-line aplikaci Benefit7                                                                |